# Peruaanse eksterstaart
De Peruaanse eksterstaart (Phlogophilus harterti) is een vogel uit de familie Trochilidae (kolibries). De vogel is genoemd naar de Duitse ornitholoog Ernst Hartert.

## Verspreiding en leefgebied
Deze soort is endemisch in centraal en zuidoostelijk Peru.